# Queen Omega (cantora)
Jeneile Osborne, mais conhecida como Queen Omega, é uma cantora de reggae nascida em Trinidad.
Queen Omega nasceu em 31 de agosto de 1981, em San Fernando, Trinidad e Tobago.
Depois de iniciar a carreira musical cantando em bandas de calipso e soca, ela adotou o reggae e começou a tocar o reggae de raiz influenciada por sua iniciação à fé Rastafari. Ela começou a gravar em 2000, quando morava na Inglaterra, lançando seu álbum de estreia autointitulado em 2001, sob o selo Green House Family.  Seu segundo álbum, Pure Love, foi lançado em 2003. 
Em 2004, ela se apresentou no festival Rebel Salute.  Seu terceiro álbum, Away From Babylon, foi lançado em 2004, e o próximo Destiny seguiu em 2005. 
Em 2008, ela se apresentou em vários festivais de reggae na América do Norte, sendo a atração principal do festival Northwest World Music, em Eugene, Oregon.
Em 2009, fez turnê pelo Brasil e França. Em 2010, ela gravou com Jah Sun seu EP Gravity e fez turnê com Marcia Griffiths. 
Ela ganhou popularidade, em 2023, depois que sua música "No Love Dubplate" com o DJ/produtor musical suíço Little Lion Sound teve mais de 38 milhões de visualizações no YouTube. Em resposta ao sucesso, ela disse aos fãs: "Vocês tornaram isso um sucesso e estou muito grata. Muitos anos de trabalho duro, não em busca de entusiasmo, mas mais para conectar as pessoas globalmente através da minha música. Por isso, sinto-me humilde e grata"  Queen Omega participa na música Four Moos 2 do cantor húngaro Azahriah.

## Discografia
- Queen Omega (2001), Jet Star;
- Pure Love (2003), Família Green House/Jet Star;
- Away From Babylon (2004), Charm/Jet Star;
- Destiny (2005), Nocturne/Special Delivery;
- Servant of Jah Army (2008), Ariwa;
- Together We Aspire, Together We Achieve (2012), Greatest Friends Records;
- Freedom Legacy (2023), Lions Flow Productions under exclusive license to Baco Music.